# Barbara Graham

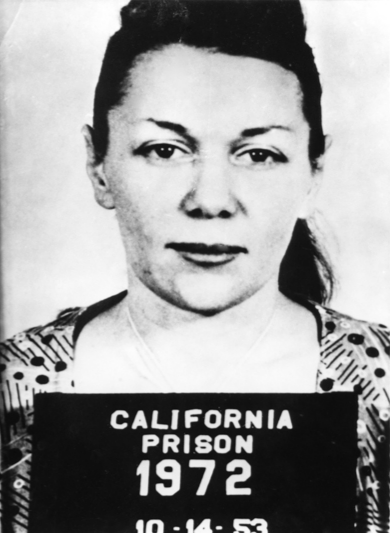
Barbara Graham, 1953

Barbara Graham (* 26. Juni 1923 in Oakland; † 3. Juni 1955 in San Quentin, Kalifornien) war eine US-Amerikanerin, die 1953 in Kalifornien wegen Mordes zum Tode in der Gaskammer verurteilt wurde. Als dritte Frau wurde sie 1955 im Staatsgefängnis von San Quentin vergast.

## Vor der Tat
Graham wurde als Barbara Elaine Wood in Oakland, Kalifornien geboren. Während des Zweiten Weltkrieges begann sie als Prostituierte zu arbeiten und immer mehr in kriminelle Kreise abzurutschen. Mehrfach kam sie mit dem Gesetz in Konflikt. Unter anderem wurde sie, weil sie jemandem ein falsches Alibi gegeben hatte, zu einer Gefängnisstrafe verurteilt. Nachdem sie diese abgesessen hatte, zog sie nach Los Angeles, heiratete den Kriminellen Henry Graham und bekam mit ihm ihr drittes Kind (nach zwei aus ihrer früheren nicht lange währenden ersten Ehe, deren Sorgerecht dem Vater zugesprochen worden war).

## Tat
Über Henry Graham lernte sie Jack Santo und Emmet Perkins kennen. Perkins, mit dem sie eine Affäre hatte, erzählte ihr von seinem Plan, die 64-jährige reiche Witwe Mabel Monohan auszurauben. Das Opfer soll wegen Gerüchten ausgewählt worden sein, nach denen Monohan in ihrem Haus in Burbank in einem versteckten Tresor regelmäßig große Bargeldbeträge für den geschiedenen Mann ihrer Tochter aufbewahren sollte, der als erfolgreicher Spieler in Las Vegas bekannt war. Am 8. März 1953 überfiel Graham mit Perkins, Santo und zwei weiteren Komplizen, John True und Baxter Shorter, Monohan in deren Haus, in dem Santo und Perkins laut der bei gemeinsamen Gefängnisaufenthalten gehörten Gerüchte leichte Beute vermuteten. Baxter Shorter war als Spezialist für das Aufbrechen von Tresoren hinzugezogen worden. Graham sollte als Frau die als misstrauisch bekannte Monohan mit einer vorgetäuschten Autopanne dazu bewegen, ihr Zutritt zu ihrem Haus zu gewähren, damit sie telefonisch Hilfe rufen könne. Nachdem Graham das Opfer überzeugt hatte, sie einzulassen, folgten Santo, Perkins und True in das Haus. Nachdem die Räuber das Opfer überwältigt, gefesselt und geknebelt hatten, durchsuchten sie das Haus nach dem vermuteten Tresor, der jedoch nicht zu finden war. Sie holten Shorter, der vor dem Haus wartete, hinzu. Dieser berichtete, er habe das Opfer blutend auf dem Boden gefunden und verlangt, den Knebel zu lösen, weil er nicht an einem Mord beteiligt sein wolle. Monohans Kopfverletzung war durch einen Schlag mit dem Griff eines Revolvers entstanden. Die Bande durchsuchte das Haus intensiv nach dem nicht vorhandenen Tresor, ohne sich um die schwerverletzte Monohan zu kümmern. Schließlich verließen die Täter das Haus und flohen in den beiden Autos, mit denen sie zum Tatort gefahren waren.
Baxter Shorter versuchte, mit einem anonymen Anruf Hilfe für das Opfer kommen zu lassen. Der von der Notrufzentrale geschickte Krankenwagen konnte das Opfer unter der von Shorter angegebenen unvollständigen Adresse 1718 Parkside Drive jedoch nicht finden, da man in Los Angeles statt in Burbank suchte. Mabel Monohans Leiche wurde erst mehr als zwei Tage später von ihrem Gärtner gefunden.

## Ermittlungen, Prozess und Todesurteil
Am 26. März 1953 wurden fünf vorbestrafte Männer wegen des Raubmordes verhaftet, die Monohan durch ihren Ex-Schwiegersohn, den Spieler Tutor Scherer, kannten. Von den Verhafteten war jedoch lediglich Baxter Shorter in die Tat verwickelt, dessen Strafakte bis in das Jahr 1927 zurückreichte. Da die Beweise gegen die Fünf für eine Anklage nicht ausreichten, wurden sie wieder freigelassen. Shorter, der sich nun unter Beobachtung der Polizei wusste, nutzte die Gelegenheit, sich mit einem Geständnis eine günstige Position im Verfahren zu verschaffen und dem zu erwartenden Todesurteil zu entgehen. Shorter sagte der Polizei gegenüber aus, er sei an der Tat beteiligt gewesen, habe aber lediglich Schmiere gestanden. Dabei verschwieg er seine geplante Rolle als Tresorknacker und behauptete wahrheitswidrig, er habe gesehen, wie Perkins Monohan mit dem Pistolengriff niederschlug.
Baxter Shorter wäre mit seiner Aussage vermutlich vor einer schweren Strafe geschützt gewesen, wenn nicht aus Ermittlerkreisen Hinweise an die Täter durchgesickert wären. Wenige Wochen nach dem Raubmord an Monohan wurde Baxter Shorter mit vorgehaltener Waffe von zwei Personen aus seiner Wohnung entführt, die Shorters Frau als Emmett Perkins und Jack Santo identifizierte. Das für die Entführung benutzte Auto, das einer Freundin von Santo gehörte, wurde gefunden und in einer nahegelegenen Wohnung konnte die Polizei Emmett Perkins, Jack Santo und Barbara Graham festnehmen. Im Auto wurden Holz und andere Pflanzenteile gefunden, die in Südkalifornien nur in einer Höhe zwischen 800 und 1000 Metern zu finden sind. Obwohl Shorter verschwunden blieb, wurde Perkins wegen des bewaffneten Überfalls und der Entführung angeklagt, während Graham lediglich wegen mehrerer Fälle von Scheckbetrug belangt wurde. Santo, der zunächst frei kam, wurde bald erneut verhaftet, nachdem ihm nachgewiesen worden war, ein fingiertes, angeblich von Shorter stammendes, Telegramm an dessen Mutter aufgegeben zu haben.
Für die Polizei stellte Shorters Verschwinden ein Problem dar, da ihr damit der einzige Zeuge, der auch vor Gericht auszusagen bereit gewesen war, abhandengekommen war. Stattdessen stellte sich jedoch mit William Upshaw, einem ehemaligen Gefängnisgenossen der Täter, ein alternativer Zeuge. Upshaw stellte sich den Ermittlern, als er erfuhr, dass er wegen der Entführung Baxter Shorters gesucht wurde. Von allen Vorwürfen in diesem Fall entlastet, stellte er sich als Zeuge im Fall Monohan zur Verfügung. Um nicht auch den einzigen verbliebenen Zeugen zu verlieren, wurde Upshaw unter Schutz gestellt und streng bewacht. Vor Gericht sagte er aus, in der Nacht vor dem Mord mit den späteren Tätern Mabel Monohans Haus ausgekundschaftet zu haben. Er habe jedoch von einer Tatbeteiligung Abstand genommen, unter anderem, weil er sich an einen anderen Fall aus dem Jahr 1951 erinnert habe, bei dem eine andere bekannte Spielerpersönlichkeit aus Las Vegas betrogen und die Täter anschließend ermordet worden waren. Upshaw habe sich aus Angst vor einem ähnlichen Schicksal gegen eine Aktion entschieden, die letztlich Monohans Ex-Schwiegersohn Tutor Scherer schädigen sollte.
Die Bande wurde am 3. Juni 1953 wegen Mordes vor Gericht gestellt. Dabei trat John True die Flucht nach vorn an und ging als Kronzeuge einen Handel mit der Staatsanwaltschaft ein. Er beschuldigte Graham, die beteuerte, nicht am Tatort gewesen zu sein. Graham beschädigte ihre eigene Glaubwürdigkeit, indem sie versuchte, sich ein falsches Alibi zu besorgen, was aufflog. Daraufhin war sie im Prozess ratlos, wie sie sich verteidigen sollte. Von der Presse, die ihr den Spitznamen „blutige Babs“ gab, wurde sie vorverurteilt, was Graham später für ihr Todesurteil mitverantwortlich machte. Obwohl viele Beobachter nicht an ihre Schuld glaubten, sprach die Jury sie sowie Santo und Perkins im weiteren Verlauf des Jahres 1953 schuldig, ohne dem Richter zu empfehlen, die drei zu einer lebenslangen Freiheitsstrafe zu verurteilen, was den Richter rechtlich zur Verurteilung zum Tod in der Gaskammer zwang. Graham versuchte erfolglos, gegen das Urteil in Berufung zu gehen.
Bei späteren Bewertungen des Falls wurde mit Blick auf Barbara Graham kritisiert, dass diese bei nicht optimaler Verteidigung zwischen der Taktik der Staatsanwaltschaft und den Versuchen der Mittäter, ihr die volle Schuld zuzuschreiben um selbst dem Todesurteil zu entgehen, nicht fair behandelt worden sei. Dabei wurden die Verweigerung eines unabhängigen Pflichtverteidigers sowie die Rolle eines verdeckten Ermittlers und einer Mitgefangenen bei den Versuchen, sich ein falsches Alibi zu verschaffen, angesprochen. Der Vorwurf, Graham habe den tödlichen Schlag ausgeführt, wurde angesichts der Tatsache, dass sie Linkshänderin gewesen sei und die vorgefundene Verletzung nicht habe hervorrufen können, in Zweifel gezogen. Da der genaue Tathergang nicht mit letzter Sicherheit aufgeklärt werden konnte, wurden die genannten Zweifel für die grundsätzliche Kritik an der Todesstrafe genutzt, wobei Barbara Graham mitunter die Rolle eines unschuldigen Sündenbocks zugeschrieben wurde.

## Hinrichtung
Graham wurde in das Staatsgefängnis von San Quentin verlegt, und der 3. Juni 1955 wurde als Hinrichtungsdatum festgelegt. Ursprünglich war vorgesehen, sie an diesem Tag um 10 Uhr morgens hinzurichten. Nachdem sie bereits mehrmals in die Todeskammer geführt worden war, es jedoch mehrere Aufschübe in letzter Minute gegeben hatte, beschwerte sich Graham, dass man sie foltere. Sie bat darum, Augenklappen während ihrer Hinrichtung tragen zu dürfen, um die Zeugen nicht sehen zu müssen. Um 11 Uhr 28 wurde sie endgültig in die Gaskammer geführt und festgeschnallt. Der Henker empfahl ihr, zehn Sekunden nach Beginn der Freisetzung des Gases tief einzuatmen, da es so weniger schmerzhaft sei. Graham antwortete, woher zur Hölle er das wissen wolle. Ihre letzten Worte waren: “Good people are always so sure they're right.” („Gute Leute sind sich immer so sicher, dass sie Recht haben.“) Anschließend wurde die Gaskammer verriegelt und drei Minuten später die Vergasung eingeleitet. Um 11 Uhr 37 starb Graham. In derselben Kammer wurden am selben Tag auch ihre Komplizen Perkins und Santo vergast. Sie wurde auf dem Mount Olivet Cemetery in San Rafael, Kalifornien begraben.
Graham war die dritte Frau, die in der kalifornischen Gaskammer hingerichtet wurde.

## Filme über Graham
Über Barbara Graham wurden mehrere Filme gedreht. 1958 spielte Susan Hayward Graham in Laßt mich leben (I Want to Live!), womit sie einen Oscar gewann. 1983 spielte Lindsay Wagner Graham in einem gleichnamigen Film. Beide Filme sind gegen die Todesstrafe gerichtet und zeigen explizit Grahams Vergasung, weswegen es zeitweise zu Aufführungsverboten in Europa kam. Derartiges eigne sich nicht für die Abendunterhaltung, lautete die Begründung.